# Y&T
Y&T är en amerikansk hårdrocks- och heavy metal-grupp bildad i Kalifornien 1974 av gitarristen och sångaren Dave Meniketti. De har i dag sålt över 4 miljoner skivor världen över. Enligt vissa musikkritiker och källor så är de pionjärerna inom 1980-talets omåttligt populära hair metal. Idén till namnet Y&T fick de från The Beatles skiva Yesterday and Today.

## Historia
Den första banduppsättningen bestod av Dave Meniketti på sologitarr och sång, Leonard Haze (1955–2016) på trummor, Phil Kennemore på basgitarr och Joey Alves (1953–2017) på kompgitarr. 1986 ersattes Haze av Jimmy DeGrasso (Lita Ford, Ozzy Osbourne) på trummor och 1989 ersattes Alves av Stef Burns på gitarr. DeGrasso lämnade bandet i slutet på 1980-talet men har fortsatt med att vara en etablerad musiker då han bland annat spelat med Alice Cooper, Megadeth, David Lee Roth och i dag Ministry.
Trots att Y&T gav ut skivor och turnerade regelbundet från 1976 fram till 1991 så fick de aldrig någon större kommersiell framgång. Två musikvideor blev dock populära och därmed låtarna, dessa var "Mean Streak" från 1983 och "Summertime Girls" (som tog sig upp till 55:e plats på Billboard Hot 100) från 1987. 1985 medverkade bandet i supergruppen Hear 'n Aid med bland andra Dio, Quiet Riot, Twisted Sister, Iron Maiden, Judas Priest och Blue Öyster Cult.
1991 meddelade Y&T att de skulle lägga ner. De återförenades 1995 och spelade sedan sporadiskt under några år med uppsättningen Meniketti, Burns, Kennemore och DeGrasso. En ny återförening gjordes 2001, dock med Leonard Haze istället för DeGrasso på trummor. Burns lämnade också snart gruppen för att spela med Huey Lewis and the News och ersattes av John Nymann som var en gammal vän till bandet.
Y&Ts grundare, sångare och gitarrist Dave Meniketti räknas i dag som en gitarrist i världsklass och har under åren i Y&T fått erbjudanden att spela i andra storband såsom Ozzy Osbourne och Whitesnake. Han har även släppt två soloskivor, On the Blue Side och Menketti. Basisten Phil Kennemore avled den 7 januari 2011.

## Medlemmar
Nuvarande medlemmar
- Dave Meniketti – sång, sologitarr (1974–1991, 1995–)
- John Nymann – rytmgitarr, bakgrundssång (2003–)
- Mike Vanderhule – trummor (2006–)
- Aaron Leigh – basgitarr, bakgrundssång (2016–)

Tidigare medlemmar
- Leonard Haze – trummor (1974–1986, 2001–2006; död 2016)
- Phil Kennemore – basgitarr, bakgrubdssång (1974–1991, 1995–2011; död 2011)
- Joey Alves – rytmgitarr, bakgrundssång (1974–1989; död 2017)
- Jimmy DeGrasso – trummor (1986–1991, 1995–2001)
- Stef Burns – rytmgitarr, bakgrundssång (1989–1991, 1995–2003)
- Brad Lang – basgitarr, bakgrundssång (2010–2016)

## Diskografi
Studioalbum
- Yesterday & Today (1976)
- Struck Down (1978)
- Earthshaker (1981)
- Black Tiger (1982)
- Mean Streak (1983)
- In Rock We Trust (1984)
- Down for the Count (1985)
- Contagious (1987)
- Ten (1989)
- Musically Incorrect (1995)
- Endangered Species (1997)
- Facemelter (2010)
- Acoustic Classix Vol.1 (2018)